# Station de traitement d'eau de La Atarjea
 (février 2017).
Si vous disposez d'ouvrages ou d'articles de référence ou si vous connaissez des sites web de qualité traitant du thème abordé ici, merci de compléter l'article en donnant les références utiles à sa vérifiabilité et en les liant à la section « Notes et références ».
La station de traitement d'eau de La Atarjea, située dans le quartier d'Agustino à Lima, fournit de l'eau potable à la ville de Lima depuis sa création en 1956.

## Histoire
La station de traitement d'eau de La Atarjea est inaugurée le 23 juillet 1956 et mise en service le 28 juillet.
Conçue par l'entreprise française Degremont, elle possède à l'origine un débit de production d'eau de 5 m3 par seconde, le plus important à l'époque dans le monde. Actuellement, celui-ci est de 18 m3 par seconde.

## Le processus du traitement de l'eau
Après avoir parcouru environ 120 km, l'eau du fleuve Rimac est captée par la station.
Afin de rendre l'eau potable, cette infrastructure possède plusieurs dispositifs comme des bassins décanteurs, divers filtres et des réservoirs de stérilisation.
La production d'eau potable pour la ville de Lima dépend en partie du débit du fleuve. Par conséquent l'approvisionnement est variable, et a une capacité maximale pour desservir environ six millions d'habitants.